# Teresa Riott
Teresa Riott (Barcelona, 13 de maig de 1990) és una actriu catalana de cinema i televisió, coneguda per interpretar el personatge de Nerea a la sèrie de Netflix Valeria (2020) i el de La Rubia a El Inmortal (2022).
Riott es va formar artísticament a l'Estudi Juan Carlos Corazza de Madrid. Va començar al món de la interpretació l'any 2013 amb la pel·lícula Barcelona, nit d'estiu de Dani de la Orden. Més endavant, va participar en algunes sèries de televisió com a personatge episòdic com, per exemple, Centro médico, La que se avecina o Cuéntame cómo pasó.